# Arabische Nationalistische Beweging
De  Arabische Nationalistische Beweging  (Arabisch: حركة القوميين العرب, Harakat al-Qawmiyyin al-Arab; Engels: Arab Nationalist Movement, afgekort tot ANM), ook bekend als de Harakiyyin, was een pan-arabische beweging, opgericht in 1951. Zij was invloedrijk in een groot deel van de Arabische wereld. Vanaf 1967, na de Arabische nederlaag in de Zesdaagse Oorlog, begon de beweging uiteen te vallen, waarbij zich in verschillende landen nieuwe groepen als afsplitsing van de ANM vormden.

## Oorsprong en ideologie
In reactie op de stichting van de staat Israël in 1948 werd in 1951 de socialistische, pan-arabische Arabische Nationale Beweging opgericht door een groep radicale studenten op de Amerikaanse Universiteit van Beiroet, geleid door de Grieks-Orthodoxe Palestijnen George Habash en Wadi Haddad en de Syrische Hani al-Hindi.
Rond 1950 voegde de studentengroep zich samen met een grotere studentengroep, geleid door Constantin Zureiq. De ideologie van de groep was voor een groot deel gebaseerd op Zureiqs gedachtegoed. Zo was het revolutionair en pan-Arabisch. De ideologie legde de nadruk op het vormen van een nationalistische elite die de hoofdrol zou de spelen in het leiden van een revolutie die de Arabieren een bewustzijn bij zou brengen van het Arabisch nationalisme. Dit zou ertoe moeten leiden dat er eenheid zou ontstaan in de Arabische wereld en sociale vooruitgang. Ideologisch was de groep socialistisch (niet marxistisch) en voorstander van het secularisme. Het feit dat de groep pan-Arabisch was betekende ook dat de groep een compromisloze vijandigheid voelde jegens het Westen in het algemeen en specifiek jegens Israël. De beweging nam een leidende positie in wat betreft het opstellen van een antizionistische doctrine.
De groep vormde in verschillende Arabische staten takken en nam de naam 'Arabische Nationalistische Beweging' pas aan in 1958. Niet al deze takken hingen exact dezelfde ideologie aan; zo werkte de beweging in Syrië en Irak nauw samen met de lokale nasseristische bewegingen, terwijl de beweging in sommige andere landen qua ideologie juist steeds meer van het marxisme overnam. Ook Habash en Nayef Hawatmeh, leidden een beweging met een ideologie die naar het marxisme neigde. Dit bracht hen in conflict met de pan-Arabische Gamal Abdel Nasser. Habash en Hawatmeh legden steeds meer de nadruk op het socialistische aspect van hun ideologie en steeds minder op het pan-Arabische nationalisme. Het feit dat iedere regering andere regels aanhield en de beweging zich dus in ieder land anders moest aanpassen, maakte dat de verschillende takken van de Arabische Nationalistische Beweging steeds minder gemeen hadden.

## Bahrein
De ANM in Bahrein voegde zich samen met het Volksfront van de Bevrijding van de Bezette Arabische Golf. In 1974 veranderde deze partij in het Volksfront voor de Bevrijding van Bahrein. Tegenwoordig is uit de partij een nieuwe partij geboren: de Nationale Democratische Actie Gemeenschap, een vooraanstaande seculiere oppositiepartij in Bahrein.

## Egypte
In Egypte is de ANM samengegaan met Nasser's Egyptische tak van de Arabische Socialistische Unie. De partij verdween later echter uit de politiek na interne problemen.

## Irak
Na de staatsgreep tegen Abdul Karim Qassem in 1963 had de Irakese tak van de Ba'ath-Partij een regering gevormd die niet lang staande bleef en in november 1964 vervangen werd door een pan-Arabische regering, geleid door Abdel Salem Arif.

## Koeweit
In Koeweit is de ANM na samenvoeging met verschillende andere partijen verandert in een nieuwe partij: de Progressieve Democraten, een politieke partij die nog steeds bestaat.

## Libanon
De ANM tak onder leiding van Hawatmeh in Libanon veranderde in 1986 na samenvoeging met Socialistisch Libanon in de Organisatie van Libanese Socialisten, die actief was tijdens de Libanese Burgeroorlog en het door Hezbollah geleide verzet tegen de Israëlische bezetting steunde. De volgelingen van Habash vormden de Arabische Socialistische Actie Partij.

## Oman
In 1964 werkte de Omaanse tak van de ANM mee met de oprichting van het Nationale Bevrijdingsfront van Dhofar. Hierna veranderde deze partij in het Volksfront van de Bevrijding van de Bezette Arabische Golf (uit het Engels afgekort tot PFLOAG), later het Volksfront voor de Bevrijding van Oman genoemd. Deze groep leidde een aantal jaren de opstand in Dhofar rond 1960 en 1970. Uiteindelijk werd de opstand neergeslagen rond 1970 door sultan Qaboes, gesteund door Britse en Iraanse strijdkrachten. Nadat in 1975 het verzet gebroken was bleef de groep bestaan als een kleine militaire en politieke groep die zich vestigde in het naburige Jemen.

## Palestina

### Volksfront voor de Bevrijding van Palestina
De Marxistische delen van de ANM zorgden ervoor dat de Palestijnse tak zich rond 1960 omvormde tot het Nationale Front voor de Bevrijding van Palestina. Deze partij voegde zich in 1976 samen met twee andere Palestijnse groeperingen en hernoemde zich tot Volksfront voor de Bevrijding van Palestina, onder leiding van Habash.

### Democratisch Front voor de Bevrijding van Palestina
Rond 1968 splitste zich een deel af van het Volksfront voor de Bevrijding van Palestina. Dit deel had een politiek links gedachtegoed en was overwegend maoïstisch en vormde het Democratisch Front voor de Bevrijding van Palestina. De partij had het marxisme-leninisme omarmt en brak daarmee met het gedachtegoed van de oorspronkelijke ANM. Vele andere takken van de ANM zouden dezelfde weg als de Palestijnse organisatie bewandelen.

### Huidige situatie
Ondanks het feit dat het Democratisch Front en het Volksfront nog steeds zeer actief zijn in de Palestijnse politiek en beide een militaire rol gespeeld hebben tijdens de Tweede Intifada neem hun politieke invloed alsmaar af, voornamelijk in de bezette gebieden. Deels is dit uit te leggen door het feit dat het Arabisch socialisme overal invloed verloren heeft, maar ook de val van de Sovjet-Unie heeft ermee te maken. Bovendien hebben de partijen te maken gekregen met de meer radicale Hamas en Fatah, die juist aan invloed gewonnen hebben binnen de bezette gebieden.

## Saudi-Arabië
Uit de Saudische tak van de ANM ontstond de Arabische Socialistische Partij, een Marxistische Nationalistische groepering geallieerd aan het Volksfront voor de Bevrijding van Palestina.

## Syrië
De Syrische tak van de ANM, die tot dan toe bestond uit een kleine groep intellectuelen, voornamelijk Palestijnen, organiseerde naar aanleiding van de scheiding van de Verenigde Arabische Republiek een massabeweging die onmiddellijke hereniging met Egypte eiste. Het ledental van de beweging loep al gauw op tot een paar duizend en de beweging kreeg na de staatsgreep in 1963 macht in de regeringscoalitie met de Ba'ath Partij. Vrijwel meteen na het aan de macht komen van de Ba'ath Partij begon deze Nasseristen van hun macht te beroven door middel van bijvoorbeeld arrestaties. Dit leidde tot een staatsgreep door Nasseristen geleid door Jassem Alwan, die plaatsvond in juli 1963.
De ANM werd lid van de Arabische Socialistische Unie, maar later verklaarde de partij zich onafhankelijk. Dit deed ze vanwege het feit dat de ASU constant versplinterd raakte in de periode van 1960-1970 en dus niet echt als Unie gold.

## Jemen
In het zuiden van Jemen werd de ANM de basis voor de vorming van het Nationaal Bevrijdingsfront die later de Jemenitische Socialistische Partij werd, de leidende politieke partij in Democratische Volksrepubliek Jemen. In het noorden van Jemen vormden leden van de ANM een onafhankelijke nieuwe partij: de Revolutionaire Democratische Partij van Jemen. Deze zou zich uiteindelijk samenvoegen met de Jemenitische Socialistische Partij.
Na de Hereniging van Noord- en Zuid-Jemen werd de Jemenitische Socialistische Partij de grootste oppositiepartij binnen Jemen.